# Schitu Hadâmbului, Iași
Schitu Hadâmbului este un sat în comuna Mironeasa din județul Iași, Moldova, România.

## Monumente, muzee
- Mănăstirea Hadâmbu, mănăstire ctitorită în anul 1659 de boierul  Ioan Manu, numit în Moldova Iane Hadâmbu[1], în timpul domniei lui Gheorghe Ghica

## Legături externe
Materiale media legate de Schitu Hadâmbului la Wikimedia Commons